# NSG Rheinaue Bislich-Vahnum, nur Teilfläche
NSG Rheinaue Bislich-Vahnum, nur Teilfläche este o arie protejată (arie specială de conservare — SAC, sit de importanță comunitară — SCI) din Germania întinsă pe o suprafață de 67,08 ha, integral pe uscat.

## Localizare
Centrul sitului NSG Rheinaue Bislich-Vahnum, nur Teilfläche este situat la coordonatele 51°40′32″N 6°28′58″E / 51.6756°N 6.4828°E.

## Înființare
Situl NSG Rheinaue Bislich-Vahnum, nur Teilfläche a fost declarat sit de importanță comunitară în octombrie 2000 pentru a proteja un număr necunoscut de specii din flora spontană și fauna sălbatică aflate în arealul zonei. Situl a fost protejat și ca arie specială de conservare în aprilie 2009.

## Biodiversitate
Situată în ecoregiunea atlantică, aria protejată conține 1 habitat natural: Fânețe de joasă altitudine (Alopecurus pratensis, Sanguisorba officinalis).
La baza desemnării sitului se află un număr nedeclarat de specii protejate.
Pe lângă speciile protejate, pe teritoriul sitului au mai fost identificate 5 specii de plante.